# Kim So-hui
Kim So-hui (김소희?; Jecheon, 29 gennaio 1994) è una taekwondoka sudcoreana, campionessa olimpica nella categoria 49 kg ai Giochi di Rio de Janeiro 2016.

## Palmarès

### Giochi olimpici
- Oro a Rio de Janeiro 2016 (cat. 49 kg)

### Mondiali
- Oro a Gyeongju 2011 (cat. 49 kg)
- Oro a Puebla 2013 (cat. 49 kg)

### Giochi asiatici
- Oro a Incheon 2014 (cat. 46 kg)

### Asiatici
- Bronzo a Ho Chi Minh 2012 (cat. 49 kg)